# Simon Lacroix (hockey sur glace)
Pour les articles homonymes, voir Simon Lacroix et Lacroix.
Simon Lacroix (né le 1er novembre 1974 à Montréal dans la province de Québec au Canada) est un joueur et entraîneur professionnel franco-canadien de hockey sur glace. Il évoluait au poste de défenseur.

## Carrière en club
Formé au Canada, il commence sa carrière avec les Saguenéens de Chicoutimi en LHJMQ.
En 1997, il commence une nouvelle carrière en France, d'abord avec les Chiefs de Garges en Nationale 2. La saison suivante, il monte d'un échelon et rejoint les Ours de Villard-de-Lans en Nationale 1.
En 2000, il accède à l'élite française en étant recruté par les Dragons de Rouen. Avec ce club, il gagnera 2 coupes Magnus, en 2001 et 2003.
Depuis la saison 2004-2005, il change de club et rejoint les Ducs d'Angers dans lequel il continue son parcours aux côtés de son frère Martin Lacroix. Ils jouent ensemble 5 saisons pour les Ducs jusqu'à la saison 2008-2009, année de la retraite de Martin. Simon continue lui avec les Ducs jusqu'à la fin de la saison 2011-2012 avant de ranger les patins et de continuer comme entraîneur assistant aux côtés de Jay Varady. L'année suivante il assiste Alex Stein toujours avec les Ducs. En milieu de saison à la suite des mauvais résultats des Ducs, il prend l'intérim de Stein et devient l'entraîneur des angevins. Avec eux il va remonter la pente et remporter la deuxième Coupe de France face à Rouen.

### Palmarès
- En tant que joueur :
  - 2001 et 2003 : champion de France avec Rouen
  - 2007 : vainqueur de la Coupe de France avec Les Ducs d'Angers face à Épinal (4-1) et élu meilleur joueur de cette finale.
- En tant qu'entraîneur : 
  - 2014 : vainqueur de la Coupe de France avec les Ducs d'Angers face à Rouen (4-0)

## Statistiques
| Saison    | Équipe                   | Ligue        |    | Saison régulière | Saison régulière | Saison régulière | Saison régulière | Saison régulière |   | Séries éliminatoires | Séries éliminatoires | Séries éliminatoires | Séries éliminatoires | Séries éliminatoires |
| Saison    | Équipe                   | Ligue        | PJ | B                | A                | Pts              | Pun              | PJ               | B | A                    | Pts                  | Pun                  |                      |                      |
| 1992-1993 | Saguenéens de Chicoutimi | LHJMQ        | 4  | 0                | 0                | 0                | 0                |                  |   |                      |                      |                      |                      |                      |
| 1993-1994 | Flyers de Thunder Bay    | USHL         | 2  | 0                | 0                | 0                | 0                |                  |   |                      |                      |                      |                      |                      |
| 1994-1995 | Flyers de Thunder Bay    | USHL         | 47 | 36               | 51               | 87               | 40               |                  |   |                      |                      |                      |                      |                      |
| 1997-1998 | Chiefs de Garges         | Nationale 2  |    |                  |                  |                  |                  |                  |   |                      |                      |                      |                      |                      |
| 1998-1999 | Ours de Villard-de-Lans  | Nationale 1  |    | 9                | 10               | 19               |                  |                  |   |                      |                      |                      |                      |                      |
| 1999-2000 | Chiefs de Garges         | Division 2   |    | 6                | 12               | 18               |                  |                  |   |                      |                      |                      |                      |                      |
| 2000-2001 | Dragons de Rouen         | Élite        |    | 10               | 24               | 34               |                  |                  |   |                      |                      |                      |                      |                      |
| 2001-2002 | Dragons de Rouen         | Élite        | 36 | 15               | 21               | 36               | 24               |                  |   |                      |                      |                      |                      |                      |
| 2002-2003 | Dragons de Rouen         | Super 16     | 33 | 13               | 21               | 34               | 42               |                  |   |                      |                      |                      |                      |                      |
| 2003-2004 | Dragons de Rouen         | Super 16     | 22 | 4                | 16               | 20               | 16               | 4                | 2 | 0                    | 2                    | 8                    |                      |                      |
| 2004-2005 | Ducs d'Angers            | Ligue Magnus | 28 | 5                | 20               | 25               | 32               | 4                | 3 | 0                    | 3                    | 4                    |                      |                      |
| 2005-2006 | Ducs d'Angers            | Ligue Magnus | 24 | 4                | 4                | 8                | 16               | 5                | 1 | 2                    | 3                    | 2                    |                      |                      |
| 2006-2007 | Ducs d'Angers            | Ligue Magnus | 26 | 6                | 7                | 13               | 48               | 6                | 2 | 7                    | 9                    | 12                   |                      |                      |
| 2007-2008 | Ducs d'Angers            | Ligue Magnus | 26 | 4                | 7                | 11               | 32               | 8                | 0 | 5                    | 5                    | 8                    |                      |                      |
| 2008-2009 | Ducs d'Angers            | Ligue Magnus | 24 | 5                | 13               | 18               | 28               | 10               | 1 | 5                    | 6                    | 8                    |                      |                      |
| 2009-2010 | Ducs d'Angers            | Ligue Magnus | 7  | 3                | 3                | 6                | 14               | 13               | 0 | 3                    | 3                    | 10                   |                      |                      |
| 2010-2011 | Ducs d'Angers            | Ligue Magnus | 26 | 2                | 8                | 10               | 16               | 7                | 1 | 2                    | 3                    | 4                    |                      |                      |
| 2011-2012 | Ducs d'Angers            | Ligue Magnus | 6  | 0                | 1                | 1                | 2                | -                | - | -                    | -                    | -                    |                      |                      |

## Carrière internationale
Il représente l'Équipe de France de hockey sur glace lors du championnat du monde de hockey sur glace 2008